# Kirstead
Kirstead is een civil parish in het bestuurlijke gebied South Norfolk, in het Engelse graafschap Norfolk met 279 inwoners.